# Human Be-In

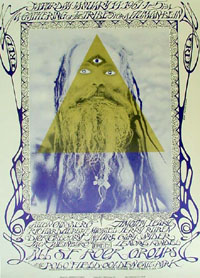
Manifesto pubblicitario dello "Human Be-In", ideato da Stanley Mouse e Michael Bowen, utilizzando una fotografia dell'artista Casey Sonnabend

Lo Human Be-In fu un evento tenutosi al Polo Fields nel Golden Gate Park di San Francisco il 14 gennaio 1967. Fu un preludio alla Summer of Love di San Francisco, che rese il distretto di Haight-Ashbury un simbolo della controcultura americana e introdusse la parola "psichedelico" nei sobborghi della città.

## L'evento
Lo Human Be-In fu annunciato sulla copertina del quinto numero del San Francisco Oracle come "Un raduno delle tribù per un Human Be-In". Quel che mosse l'evento fu una nuova legge californiana che vietava l'uso della droga psichedelica LSD, entrata in vigore il 6 ottobre 1966. Gli oratori del raduno furono tutti invitati da Michael Bowen, l'organizzatore principale. Tra loro c'erano Timothy Leary alla sua prima apparizione a San Francisco, che diede il tono quel pomeriggio con la sua famosa frase "Turn on, tune in, drop out" e Richard Alpert (che presto sarebbe diventato noto come "Ram Dass"), e poeti come Allen Ginsberg, che cantava mantra, Gary Snyder e Michael McClure. Altri personaggi importanti della controcultura di allora includevano il comico Dick Gregory, Lenore Kandel, Lawrence Ferlinghetti, Jerry Rubin e Alan Watts. L'evento includeva performance di gruppi musicali rock locali tra cui Jefferson Airplane, Grateful Dead, Big Brother and the Holding Company, Quicksilver Messenger Service e Blue Cheer, la maggior parte dei quali erano stati colonne portanti dell'auditorium The Fillmore e dell'Avalon Ballroom.  Il "chimico underground" Owsley Stanley ha fornì enormi quantità del suo LSD "White Lightning", prodotta appositamente per l'evento.
I media nazionali rimasero sbalorditi: la pubblicità su questo evento portò ad un movimento di massa di giovani da tutta l'America che si riversarono nella zona di Haight-Ashbury. I resoconti non furono in grado di stabilire se al Be-In si presentarono 20.000 o 30.000 persone. Presto ogni raduno divenne una sorta di "-In": solo quattro settimane dopo ci fu lo Human Fly-In di Bob Fass, poi il Love-In (26 marzo 1967 all'Elysian Park, Los Angeles), lo Sweep-In ispirato a Emmett Grogan, il programma televisivo comico Laugh-In di Rowan e Martin che iniziò ad andare in onda sulla NBC solo un anno dopo, il 22 gennaio 1968. Questo fu seguito dal primo "Yip-In" (21 marzo 1968, al Grand Central Terminal), un altro "Love-In" (14 aprile 1968, al Malibu Canyon) e il "Bed-In" di John Lennon e Yoko Ono (25 marzo 1969, ad Amsterdam).
Gli Hells Angels gestivano spesso la sicurezza degli spazi, il che includeva la custodia dell'unica prolunga che forniva energia al palco musicale e che continuava a essere tirata e staccata dalla folla; e la sorveglianza dei bambini smarriti.